# 食品印模

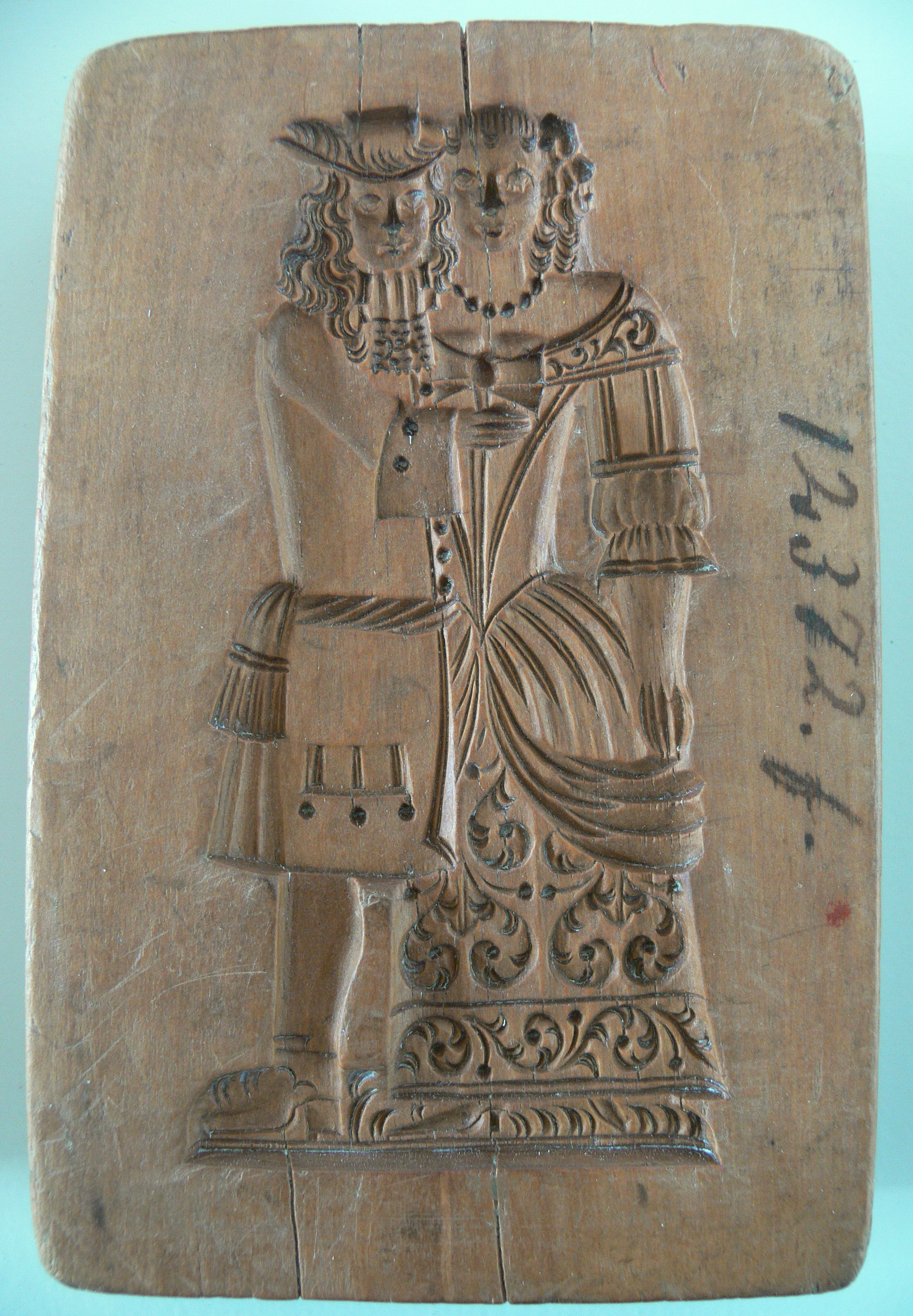
德國巴登-符騰堡邦的小騎士曲奇（Springerle）餅模

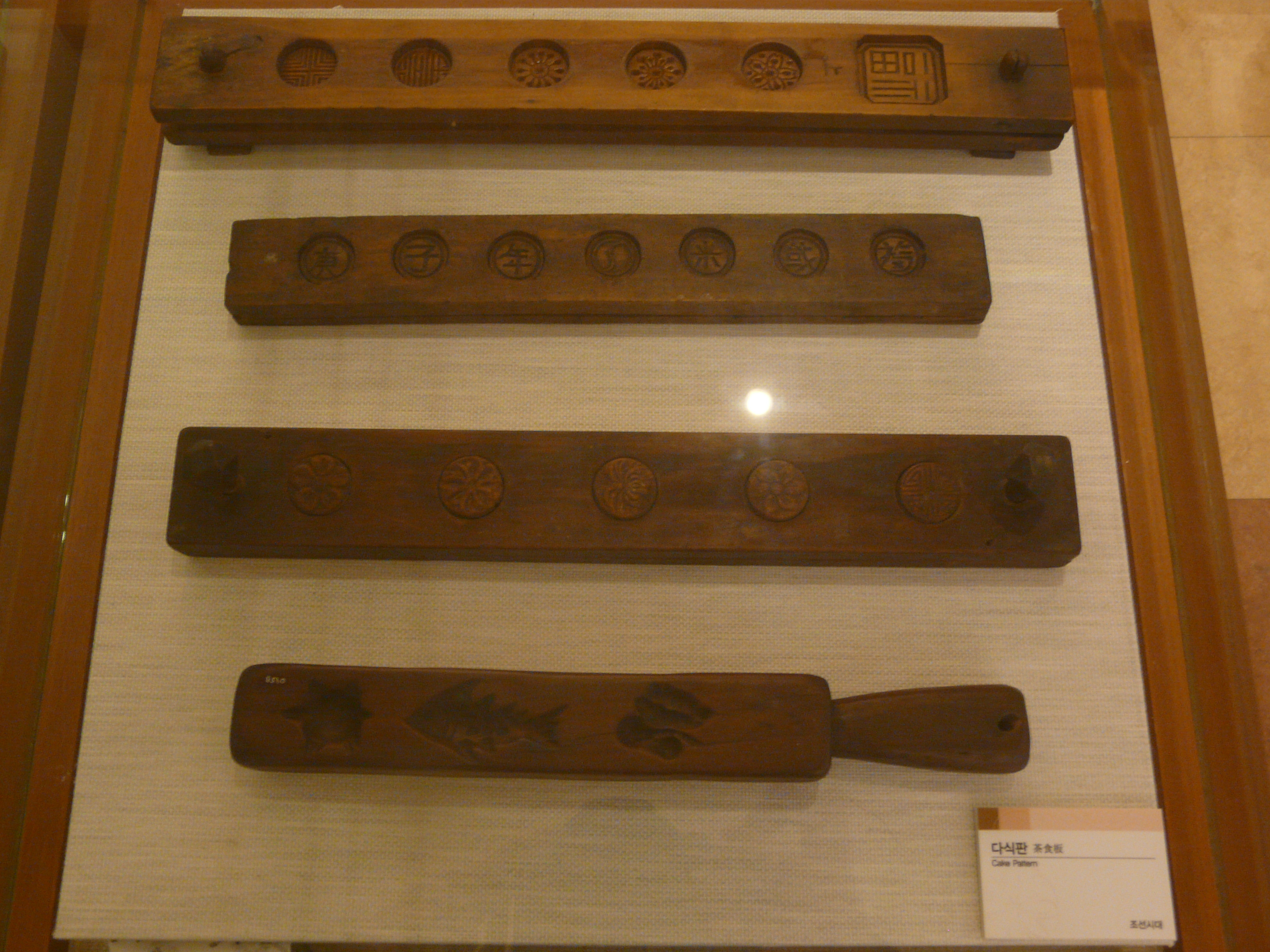
朝鮮茶飯板

食品模具是把流質的食品原料的形狀固定，製成有特定形狀和圖案固體食品的工具，常用於製餅、巧克力、果凍等。
傳統的食品模具多以木製成，現代也有金屬、塑膠等材質。中成餅模上方為長方形，下方則為柄，長方形中間凹入。食品模具凹入的地方常會雕成圖案，如中國傳統餅模會雕刻龍鳳、鯉魚等吉祥圖案以及「如意吉祥」之類的吉祥字眼。

## 刻餅印
刻餅印是一種民間藝術，除了要有技術，還要有工具和木料。

## 餅印製造
首先，當然是要選木料。木料要結實、有細紋及無異味，主要是用黃楊木、桃木及梨木。跟著，以不同口徑的刻刀、勾、錐和鏟刀刻出有特色的餅印。現代則有些用機器大量生產的餅印。

## 刻餅印沒落原因
由於現代城市的食品常由工廠大量生產，並且購買方便，較少人會自製食品，因此食品模具在城市裡也沒過往那麼常見，但一些喜歡自製餅食的人仍然會自行購買餅印使用。
然而，很多食品模具已經變成大量生產，失去了傳統工藝的獨特性，刻餅印的工藝也隨之而沒落了。